# Spinosipyloidea
Spinosipyloidea is een geslacht van Phasmatodea uit de familie Diapheromeridae. De wetenschappelijke naam van dit geslacht is voor het eerst geldig gepubliceerd in 2007 door Hasenpusch & Brock.

## Soorten
Het geslacht Spinosipyloidea is monotypisch en omvat slechts de volgende soort:
- Spinosipyloidea doddi Hasenpusch & Brock, 2007